# 1. FC Eintracht Bamberg
Der 1. FC Eintracht Bamberg war ein Sportverein in der oberfränkischen Stadt Bamberg. Er entstand am 1. April 2006 aus dem Zusammenschluss des 1. Fußball-Clubs 1901 Bamberg e. V. – Allgemeiner Sportverein und des Turn- und Sportvereins Eintracht Bamberg. Mit über 1500 Mitgliedern war er einer der größten Sportvereine Oberfrankens. Die Männer-Fußballmannschaft spielte zuletzt in der Saison 2009/10 in der Regionalliga Süd. Nachfolgeverein ist der FC Eintracht Bamberg.

## Geschichte
Einen ersten Anlauf zur Fusion der beiden Vereine gab es im Sommer 2005. Das Vorhaben scheiterte jedoch Ende Juni 2005 an der Mitgliederversammlung des TSV Eintracht Bamberg, bei der sich nicht die erforderliche Dreiviertelmehrheit fand. Nach einem halben Jahr Diskussion und Werbung für den Zusammenschluss stimmten die Eintracht-Mitglieder schließlich im Januar 2006 mit überwältigender Mehrheit der Auflösung ihres Vereins zu. Am 9. März 2006 folgten die Mitglieder des 1. FC 01 Bamberg dieser Entscheidung.
Vier Jahre nach seiner Gründung stellte der 1. FC Eintracht Bamberg wegen Zahlungsunfähigkeit und Überschuldung am 11. Mai 2010 beim Amtsgericht Bamberg Antrag auf Insolvenz. Mit der Führung der Geschäfte wurde ein vorläufiger Insolvenzverwalter eingesetzt. Als sich abzeichnete, dass das Insolvenzverfahren mangels Masse nicht eröffnet werden konnte, wurde zur Sicherung des Sportbetriebes als Nachfolgeverein der FC Eintracht Bamberg im Jahr 2010 gegründet.
Der neu gegründete Verein nahm zur Saison 2010/11 den Platz des Vorgängervereins in der Bayernliga ein.

## Fußballabteilung

### Erste Mannschaft
Der 1. FC Eintracht Bamberg übernahm den Startplatz des 1. FC 01 Bamberg in der Bayernliga. Hier erreichte das Aufsteigerteam in der Saison 2006/07 sensationell den fünften Tabellenplatz, wobei es außer am letzten Spieltag immer bessere Plätze belegte. In der Saison 2007/08 erreichten die Bamberger wieder den fünften Platz, einen Punkt hinter dem TSV Großbardorf, der als Vierter den Aufstieg in die Regionalliga schaffte. Durch die nicht erteilte Regionalliga-Lizenz für den Bayernligameister SpVgg Bayreuth konnte der 1. FC Eintracht Bamberg trotzdem in die Regionalliga Süd aufrücken. In der Spielzeit 2008/2009 erreichten die Violetten den 10. Tabellenplatz. In der zweiten Regionalliga-Saison fielen die Bamberger auf den 17. Tabellenplatz zurück. Im Mai 2010 musste der Verein wegen finanzieller Probleme Insolvenz anmelden. Er stand damit schon frühzeitig als Absteiger aus der Regionalliga Süd 2009/10 fest.
In der Saison 2006/07 stellte der 1. FC Eintracht mit Peter Heyer, der 27 Tore erzielte, den besten Torschützen aller Oberligen in Deutschland.
| Saison    | Rang | Liga             | Spielklasse  |
| --------- | ---- | ---------------- | ------------ |
| 2006/2007 | 5    | Bayernliga       | viertklassig |
| 2007/2008 | 5    | Bayernliga       | viertklassig |
| 2008/2009 | 10   | Regionalliga Süd | viertklassig |
| 2009/2010 | 17   | Regionalliga Süd | viertklassig |

### Zweite Mannschaft
Die zweite Mannschaft spielte in der Saison 2009/10 in der Landesliga Nord.
| Saison    | Liga                         | Spielklasse   |
| --------- | ---------------------------- | ------------- |
| 2006/2007 | Bezirksliga Oberfranken West | siebtklassig  |
| 2007/2008 | Bezirksoberliga Oberfranken  | sechstklassig |
| 2008/2009 | Landesliga Nord              | sechstklassig |
| 2009/2010 | Landesliga Nord              | sechstklassig |

### Stadion
Fuchs-Park-Stadion (5.200 Plätze)
- Als Volkspark 1926 eröffnet mit  Tennisanlagen, Schwimmbad, Radrennbahn (1982 abgerissen)
- Die Hauptkampfbahn (Stadion) wurde 1938 erweitert
- Die Haupttribüne wurde unter Denkmalschutz gestellt
- Der Zuschauerrekord war 27.000 Zuschauer beim Amateur-Länderspiel Deutschland – Frankreich (1:1) am 2. Mai 1964
- 2007 wurde die Tribüne teilweise abgerissen, um einen Neubau mit etwa 1000 Plätzen zu ermöglichen
- im Frühling/Sommer 2009 wurde das Stadion regionalligatauglich umgebaut

In der Saison 2008/09 fanden die Heimspiele der ersten Mannschaft im ca. 40 Kilometer entfernten Waldstadion Weismain (Lage) statt, da in der Hauptkampfbahn im Volkspark die Anforderungen des DFB noch nicht erfüllt waren.
In der Saison 2009/10 fanden die Heimspiele wieder im Volksparkstadion, das in Fuchs-Park-Stadion umbenannt wurde, statt. Es hat als Übergangslösung Platz für 5200 Zuschauer.